# Église Saint-Paul d'Helsinki
L'église Saint-Paul (en finnois : Paavalinkirkko) est une église située dans le quartier de Vallila à Helsinki en Finlande. 

## Description
L'édifice est bâti au croisement de Sturenkatu et de Hämeentie.